# 逄瑤
逄瑤（英語：Pang Yao，1995年5月27日—），生於大連，籍貫大連，香港單車運動員，於2013年亞洲青年單車錦標賽中贏得5面金牌，為香港歷史上單屆亞洲單車錦標賽個人獎牌數目最佳紀錄至今的保持者。

## 簡歷
逄瑤於小學時代為5,000米跑手，後來被小輪車教練到訪學校選拔運動員時相中，轉為接受小輪車運動訓練，惟她表示不太喜歡，而且後來體質不適合，轉為接受公路單車賽訓練。於15歲，基於她仰慕香港單車代表隊教練沈金康的威名，又一直以運動員黃金寶為偶像，於15歲時，在教練的推薦及爭取下，獲得香港單車代表隊接納，被沈金康培育訓練。

### 2012年亞洲青年單車錦標賽
於2012年亞洲青年單車錦標賽，逄瑤贏得3面金牌、3面銀牌。

### 2013年亞洲青年單車錦標賽
於2013年亞洲青年單車錦標賽，逄瑤大放異彩，贏得5面金牌（女子青年組捕捉賽、女子青年組個人追逐賽、女子青年組記分賽、女子青年組公路個人計時賽，及女子青年組個人公路賽），超越男子運動員梁峻榮於前一屆創造的4面金牌紀錄。在當中的捕捉賽，逄瑤在最後8圈，在後方加速後，擺脫對手率先抵達終點。在當中的記分賽決賽，逄瑤表現出積極主動的戰術風格。在第一個衝刺中，逄瑤從後加速，以高速超越全部運動員，一馬當先首獲5分。其後，借助高速急需加速，直至超越全部運動員一圈，獲得20分。在及後的3個衝刺中，逄瑤全部獲得5分，並且再次超越一圈，以總分60分（超越2圈，加4個5分）獲得冠軍，為極少出現的記分賽高分成績。而在當中的公路個人計時賽中，在14點2公里的賽道上駕駛5圈，逄瑤在三圈半開始突圍，最終以1小時48分12秒衝線。

### 2017年中華人民共和國全國運動會
逄瑤及楊倩玉代表香港單車隊於天津舉行的全運會，合作出戰女子麥迪遜決賽，以35分奪得全運會金牌。

## 爭議
2013年3月，於2013年亞洲青年單車錦標賽完結後，香港單車聯會永遠會員歐陽國榴向各香港傳媒發送電子郵件，指控逄瑤因為持有中國護照，不符合國際單車聯會的國籍規定。香港單車聯會主席梁鴻德回應表示，不同比賽設定不同國籍規定，奧林匹克運動會是視乎護照上的國籍，而亞洲單車錦標賽則取決於合法居留地，由於逄瑤是以《輸入內地人才計劃》身份居住香港，故此符合規定。

## 軼事
逄瑤於2007年開始因為黃金寶的拚搏精神，而視對方為偶像，她表示是為了黃金寶而加入香港單車代表隊，希望能夠達至如他一般的成就，未來亦會專攻場地單車項目；此外，亦希望能夠步上李慧詩的成功之路，成為「香港女車神」。

## 榮譽
- 香港傑出運動員選舉

「香港傑出青少年運動員」（2013年）